# La Bague de Sophia
La Bague de Sophia (Ring of Deceit) est un téléfilm canadien réalisé par Jean-Claude Lord, diffusé en 2009.

## Synopsis
Experte en art, Madison aide un riche donateurs du musée dans laquelle elle travaille, Jack,à percer le secret d'une bague antique ; d'autant plus que ce bijou pourrait appartenir à sa famille, dépouillée lors de la seconde guerre mondiale. Duperie ou pas, à mesure qu'elle s'approche de la vérité, le danger s'accroît.

## Fiche technique
- Titre original : Ring of Deceit
- Réalisation : Jean-Claude Lord
- Scénario : Randy Duniz
- Photographie : Daniel Villeneuve
- Pays : États-Unis
- Durée : 84 min

## Distribution
- Rebecca Mader (V. F. : Caroline Beaune) : Madison Byrne
- Cameron Bancroft (V. F. : Pierre-François Pistorio) : Jack Singer
- Claudia Ferri (V. F. : Déborah Perret) : Carol Kinahan
- Benz Antoine (V. F. : Frantz Confiac) : Lester Bragg
- Vlasta Vrana (V. F. : Hervé Caradec) : Oscar Brown
- Andreas Apergis (V. F. : Jérôme Keen) : Marcus Coleman
- Paula Costain : Détective Cheryl Lynch
- Millie Tresierra (V. F. : Chantal Baroin) : Sarah Brooks
- Carl Alacchi : Milo Henskie

Sources et légende : Version française selon le carton de doublage français.